# El Encinal, Tlacuilotepec
El Encinal är en ort i Mexiko.   Den ligger i kommunen Tlacuilotepec och delstaten Puebla, i den sydöstra delen av landet, 160 km nordost om huvudstaden Mexico City. El Encinal ligger 860 meter över havet och antalet invånare är 200.
Terrängen runt El Encinal är kuperad åt nordost, men åt sydväst är den bergig. Runt El Encinal är det ganska tätbefolkat, med 160 invånare per kvadratkilometer. Närmaste större samhälle är Xicotepec de Juárez, 12,0 km söder om El Encinal. Omgivningarna runt El Encinal är en mosaik av jordbruksmark och naturlig växtlighet.